# لویبده، ادلب
لویبده (به عربی: لویبدة) یک روستا در سوریه است که در ناحیه کفرنبل واقع شده‌است. لویبده ۳۰۱ نفر جمعیت دارد.